# Dusíkatý yperit

Tris(2-chlorethyl)amin, zvaný též „dusíkatý yperit HN3“

Dusíkaté yperity jsou cytotoxická chemoterapeutika podobná yperitu. Přestože jejich hlavní oblast použití je v medicíně, principiálně se jedná též o chemické zbraně. Dusíkaté yperity působí jako nespecifická alkylační činidla DNA. Dusíkaté yperity byly po 2. světové válce ve vojenských zásobách řady států, nebyly však nikdy použity v boji. Jako všechny typy yperitů, i dusíkaté yperity jsou silné a perzistentní zpuchýřující látky. Látka mustin byla vyvinuta po válečné nehodě v roce 1943 v Bari (Itálie), kde byli civilisté a vojáci vystaveni působení yperitu. Bylo totiž zpozorováno, že přeživší měli snížený počet lymfocytů, což bylo využitelné pro možnou léčbu lymfomů.

## Příklady
Prototypem dusíkatých yperitů je mustin, který se již nepoužívá. Byl prvním protirakovinným chemoterapeutikem. Je na Seznamu č. 1 Úmluvy o chemických zbraních. Mezi další dusíkaté yperity patří cyklofosfamid, chlorambucil, uramustin a melfalan.
Mezi dusíkaté yperity, které lze použít jako chemické zbraně, patří:
- HN1: Bis(2-chlorethyl)ethylamin
- HN2: Bis(2-chlorethyl)methylamin
- HN3: Tris(2-chlorethyl)amin

## Mechanismus účinku
Dusíkaté yperity tvoří cyklické aminové ionty (aziridinové kruhy) vnitromolekulární náhradou chloridu aminovým dusíkem. Tato aziridinová skupina poté alkyluje základní centra DNA. Alkylovaná DNA se nemůže replikovat. Terapeuticky užitečná alkylační činidla mají více než jednu alkylační skupinu na molekulu, tj. jsou to di- nebo polyalkylační činidla. Účinky jsou "radiomimetické", tedy poškození je podobné tomu, jako když je genetický materiál vystaven radiaci.
Na počátku 60. let 20. století bylo ohlášeno, že dusíkaté yperity tvoří propletené křížové vazby (ICL). Tehdy vznikla hypotéza, že ICL vznikají mezi atomem N-7 guaninového zbytku sekvence 5’-d(GC). Později bylo jednoznačně demonstrováno, že dusíkaté yperity tvoří ICL 1,3 na sekvenci 5’-d(GNC).